# Arriba (Colorado)
Arriba è un centro abitato (town) degli Stati Uniti d'America, situato nella contea di Lincoln dello Stato del Colorado. Nel censimento del 2010 la popolazione era di 193 abitanti.

## Geografia fisica
Secondo i rilevamenti dell'United States Census Bureau, Arriba si estende su una superficie di 1,2 km².